# 1780 în literatură
Anul 1780 în literatură a implicat o serie de evenimente și cărți noi semnificative.  

## Cărți noi
- Elizabeth Blower - The Parsonage House
- Herbert Croft - Love and Madness
- Georgiana, Duchess of Devonshire - The Sylph
- Thomas Holcroft - Alwyn
- Sophia Lee - The Chapter of Accidents
- Margaret Minifie - The Count de Poland
- Samuel Jackson Pratt - Emma Corbett